# Гюереш (герцог Бретани)
Гюэреш (фр. Guérech, брет. Gwereg; убит в 988) — епископ Нанта, герцог Бретани, граф Нанта и Ванна с 981 года.

## Биография

### Правление
В 981 году Гюереш, незаконный сын герцога Ален II Бретонского и Юдит, был избран епископом Нанта. Однако когда он отправился в Тур для рукоположения, был убит его брат, герцог Бретани Хоэль I, после чего Гюереш был вынужден вернуться и принять на себя титулы графа Нанта, Ванна и герцога Бретонского. Несмотря на то, что он не был рукоположён, Нантское епископство также оказалось под его управлением.
Для того, чтобы бороться против подозревавшегося в организации убийства Хоэля I графа Ренна Конана I, Гюереш заключил союз с герцогом Аквитании Гильомом IV, который подтвердил владение графами Нанта землями к югу от Луары: пожалованными ещё в 942 году отцу Гюэреша Алену II Кривой Бороде пагами Эрбо, Тифож и Мож.
В 983 году Гюереш отправился ко двору короля Западно-Франкского королевства Лотаря, чтобы принести ему вассальную присягу. На обратном пути он встретился в Анже с графом Анжу Жоффруа I Гризегонелем.
Согласно «Нантской хронике», граф Ренна Конан, опасаясь направленного против него нантско-анжуйского союза, организовал отравление Гюереша.

### Семья
Жена: Арембурга. Сын:
- Ален III (умер в 990), граф Нанта и Ванна, титулярный герцог Бретани с 988 года.